# Malabartrogon
De Malabartrogon (Harpactes fasciatus)  is een vogelsoort uit de familie Trogons (Trogonidae).

## Verspreiding en leefgebied
Deze soort komt voor in India en Sri Lanka en telt drie ondersoorten:
- H. f. malabaricus: westelijk en zuidelijk India.
- H. f. legerli: centraal India.
- H. f. fasciatus: Sri Lanka.